# Johann Emanuel Schweinefleisch
Johann Christian Immanuel (auch Emanuel, Imanuel, Emmanuel) Schweinefleisch (* 16. Mai 1721 in Mockern; † 18. April 1771) war ein sächsischer Orgelbauer zur Zeit Johann Sebastian Bachs.

## Leben
Er wurde als Sohn des Mockerner Gutspächters Johann Christian Schweinefleisch geboren. Seine Mutter Christina Dorothea ist die Schwester des Orgelbauers Tobias Heinrich Gottfried Trost. 1731 wurde Johann Christian Immanuel als Externer an der Thomasschule zu Leipzig aufgenommen. Thomaskantor war damals Johann Sebastian Bach. Von 1737 bis 1743 lernte Schweinefleisch bei seinem Onkel die Grundlagen des Handwerks und war dabei am Bau der Trost-Orgel in der Altenburger Schlosskirche beteiligt.
1743 setzte er seine Ausbildung bei dem Weimarer Hoforgelbauer Heinrich Nicolaus Trebs fort. Als Geselle bei Zacharias Hildebrandt wirkte er bis 1746 beim Bau der Orgel der Naumburger Stadtkirche St. Wenzel mit, die von Johann Sebastian Bach und Gottfried Silbermann geprüft wurde.
Den Posten des Leipziger Universitätsorgelbauers erhielt Schweinefleisch im Jahr 1750. Die beiden letzten erhaltenen Schweinefleisch-Orgeln befinden sich in der Auferstehungskirche im Leipziger Stadtteil Möckern (älteste Orgel der Stadt) und in Böhlitz bei Wurzen.

## Werke
- Frankenheim (1752)
- Leipzig-Schönefeld (1754)
- Kleinpösna (1756)
- Leipzig, Thomasschule (1756)
- Hohenheida (1765)
- Quesitz (1766)
- Leipzig, alte Reformierte Kirche (1767); seit 1901: Leipzig-Möckern, Auferstehungskirche
- Pissen (1769)
- Leipzig, Thomasschule (1771); heute in Böhlitz